# River Medina
River Medina är ett vattendrag i Storbritannien.   Det ligger i grevskapet Isle of Wight och riksdelen England, i den södra delen av landet, 120 km sydväst om huvudstaden London.